# クロノベルト-あやかしびと&BulletButlersクロスオーバーディスク-
『クロノベルト-あやかしびと&BulletButlersクロスオーバーディスク-』（-あんどバレットバトラーズクロスオーバーディスク）は2008年5月23日にpropellerから発売されたアダルトゲーム。propellerの過去の作品であるあやかしびととBullet Butlersのクロスオーバー作品である。
2012年7月26日にPlayStation Portableに移植された。

## システム
本作品は、かりそめの旅人たちと復讐するは神になしをクリアすることによって最終章のクロノベルトへ進めることとなる。クロノベルト編では故意に選択肢をループさせることができるものの、死亡回数はカウントされているため一定回数に到達するとBAD ENDとなる。本作品の時系列は、あやかしびとの如月すずEND（熾天使薬未使用ルート）とセルマ・フォルテンマイヤーENDの後日となっている。

## あらすじ
かりそめの旅人たち
あやかしびとの舞台である地球に、アルフレッド・アロースミスが雲外鏡・睡に誘われ、アルフレッドは自身の生きる目的を探しに行動を始める。
復讐するは神になし
ゴルトロックに存在するフォルテンマイヤーの屋敷の倉庫の鏡からイチナという少女が飛び出てくる。さらに氷鷹一奈が生きていると雲外鏡・鏡から知らされた九鬼耀鋼は、氷鷹一奈を殺害するために動き始める。
クロノベルト
神沢市でもオセロットシティでもある場所で、異世界の住民が日々殺し合う世界。異世界の生物を互いに敵を呼び、殺戮が日常化している世界の謎を追っていく。

## 登場キャラクター

### クロノベルトで初登場キャラクター
雲外鏡・睡（うんがいきょう・すい）（声：風音）
真経津鏡（まふつのかがみ）が付喪神となり妖（あやかし）に変異した人物。正しくは本物の真経津鏡ではなく、真経津鏡の失敗作である。異世界の回廊を映す鏡が妖となることで、回廊の住民となる。
雲外鏡・鏡（うんがいきょう・きょう）（声：風音）
地球ではなく、ゴルトロックの世界にあった真経津鏡に似た鏡に、睡が命を分け与えることで生まれ出た妹のような存在。鏡は生まれがゴルトロックであるため妖の力ではなく、魔力を使用する。
マグダラ（声：青山ゆかり）
聖導評議会の幹部の女性。見た目は幼いが寿命が長いメドラビット種族であるため、実際の年齢は高めである。惨劇の水晶体（レビスタル・シェラ）という朽ち果てし神の戦器（エメス・トラブラム）を所持する。Bullet Butlersの小説版と関わり合いがある。
レギオン
ゴルトロックに存在するモンスター。多くの死骸と魂魄が混ざり合い誕生したわずかながらに意志を持つ肉塊。魔力を含む生物を取り込むことで成長する。

### 『あやかしびと』から
如月双七（きさらぎそうしち）（声：保村真）

如月すず（きさらぎすず）（声：鮎川ひなた）

一乃谷刀子（いちのたにとうこ）（声：一色ヒカル）

トーニャ（声：籐野らん）

飯塚薫（いいつかかおる）（声：嬉野祥子）

一乃谷愁厳（いちのたにしゅうげん）（声：先割れスプーン）

上杉刑二朗（うえすぎけいじろう）（声：北山幸二）

七海伊緒（ななみいお）（声：小塚環）

新井美羽（あらいみう）（声：柚木かなめ）

姉川さくら（あねかわさくら）（声：望月まゆ）

愛野狩人（あいのかりと）（声：紫原遥）

九鬼耀鋼（くきようこう）（声：御成門佐清）

氷鷹一奈（ひだかいちな）（声：野神奈々）

光念一兵衛（こうねんいちべえ）（声：棟方一志）

光念輝義（こうねんてるよし）（声：杉崎和哉）

八咫烏（やたがらす）（声：時田光）

烏天狗（からすてんぐ）（声：山本兼平）

静珠（しず）（声：非公開）

### 『Bullet Butlers』から
リック・アロースミス（声：平井達矢）

セルマ・フォルテンマイヤー（声：佐本二厘）

ヴァレリア・フォースター（声：九条信乃）

渡良瀬 雪（わたらせ ゆき）（声：このかなみ）

アルフレッド・アロースミス（声：小次郎）

アッシュ・ガープリング（声：ヘルシー太郎）

ガラ・ラ・レッドウッド（声：松涛エルザ）

エルネスタ・ディートリッヒ（声：嬉野祥子）

コゼット・レングランス（声：遠山枝里子）

ギュスターヴ（声：肘肩腰三）

ベアトリス（声：安玖深音）

プーキー・フーキー（声：空乃太陽）

黒禍の口笛（ベイル・ハウター）（声：杉崎和哉)

屍に触れし指（ルダ・グレフィンド）（声：野神奈々）

## 用語
クロノベルト
ゴルトロックの概念。不条理で混沌とした世界を縛り付けるために大いなる神（エル・アギアス）が作り出した時間を司る伝説の神器。これによって世界の摂理である時間を縛り付けることができる。

## ドキュメンタリー・オブ・クッキー
- オフィシャルHPでDL可能な追加パッチによってプレイできるショートストーリー。クッキーとは九鬼のことである。

## 補足
あやかしびとの加藤虎太郎はロシアにギャンブルに行ったという設定にされており、本作では登場しない。
しかし、2008年の夏コミにて販売されたドラマCD『クロノベルト～Crouching Tiger / Wonderful after～』に付属するＤＶＤ内において加藤虎太郎がクロノベルトに召喚されるエピソードが動画として収録されており、その中で加藤虎太郎が何故クロノベルトに登場しなかったかについても語られている。

## スタッフ
- プロデューサー - 朱門優
- 原画 - 中央東口
- シナリオ - 東出祐一郎
- 音楽 - ファクトリーノイズ&AG　Antistar

- オープニングテーマ『to the edge』
  - 歌：Antistar
- エンディングテーマ『awaken from…』
  - 歌：Antistar